# کوه انگرچلچوس
کوه انگرچلچوس بلندترین نقطه جمهوری پالائو است که در مرز ایالت‌های نگاردماو و نگارلملنگویی، در جزیره بابلداوب جای گرفته‌است.